# Heliophanus minutissimus
Heliophanus minutissimus este o specie de păianjeni din genul Heliophanus, familia Salticidae. A fost descrisă pentru prima dată de Caporiacco, 1941. Conform Catalogue of Life specia Heliophanus minutissimus nu are subspecii cunoscute.